# Escuela secundaria Park Hill South
Park Hill South High School es la segunda escuela secundaria establecida en el Distrito Escolar de Park Hill, ubicado en las afueras de Kansas City, Missouri en Riverside, Missouri, Estados Unidos.
Además de Riverside, el límite de asistencia de la escuela incluye partes de Kansas City, así como Houston Lake, Northmoor y casi todo Parkville.

## Historia
Park Hill South abrió en el otoño de 1998. Costó $25,000,000 al tiempo. Durante el primer año, no había un grupo de estudiantes del último año de escuela secundaria. Los estudiantes de la escuela hubo tomado de Park Hill High School y los estudiantes del último año permitió quedarse para su último año. El primer grupo de exalumnos era la promoción de 2000. La promoción de 2002 era el primer grupo que completó cuatro años en Park Hill South.

### Atletismo
Park Hill South tiene equipos de animación, atletismo, baile, baloncesto, beisbol, cross, fútbol, fútbol americano, golf, lucha libre, nadie, softbol, tenis, y voleibol.
El equipo de animación mixto de Park Hill South ganó la competencia de animación del estado de Missouri en 2002 y 2006. El equipo de nadie de Park Hill South ha ganado nueve en el veinte mejor en el estado de Missouri y once victorias seguidas en la conferencia de 1998 a 2008.

### Actividades extracurriculares
Los programas de banda, banda de jazz, orquesta y coro de Park Hill South reciben regularmente clasificaciones de primera división (superior) en concursos estatales, regionales y nacionales. En 2010, la Banda Sinfónica, bajo la dirección del Dr. Craig Miller, actuó en la conferencia de la Asociación de Educadores Musicales de Missouri en Tan-Tar-A Resort en Osage Beach, Missouri . En 2011, el Coro A Cappella, bajo la dirección de Elizabeth Brockhoff, y la Orquesta Sinfónica, bajo la dirección de Valerie Bell, actuaron en la misma conferencia. También en 2011, la Banda Sinfónica y la Orquesta Sinfónica viajaron a la ciudad de Nueva York, Nueva York, para actuar en el Festival Nacional de Bandas y Orquestas en el Carnegie Hall bajo la dirección de los directores Dr. Craig Miller y Valerie Bell. Ambos grupos recibieron calificaciones de primera división (superior). En 2011 Valerie Bell se jubiló y Diane Markley se convirtió en la nueva directora del programa de música orquestal. En enero de 2013, la Orquesta Sinfónica, bajo la dirección de Diane Markley, actuó una vez más en la conferencia de la Asociación de Educadores Musicales de Missouri . La actuación fue descrita como una interpretación maravillosamente musical de una excelente selección de música.
En 2011, el equipo Scholar Bowl de Park Hill South se clasificó para el torneo de campeonato estatal de la Asociación de Actividades de Escuelas Secundarias del Estado de Missouri . El equipo Scholar Bowl de Park Hill South fue el primer equipo Scholar Bowl del Distrito Escolar de Park Hill en calificar para el torneo estatal. El equipo quedó en tercer lugar. El equipo Scholar Bowl también se clasificó para competir en el Campeonato Nacional de Escuelas Secundarias del Torneo Nacional de Concursos Académicos, celebrado en Atlanta, Georgia. Terminaron el primer día de competición con un récord de cuatro victorias y seis derrotas, por lo que no clasificaron para competir en el segundo día de competición.
En 2022, el departamento de teatro obtuvo el cuarto lugar en la final de su obra de un acto Elephant's Graveyard en el torneo estatal de la Asociación de Actividades de Escuelas Secundarias del Estado de Missouri.
En 2023, el departamento de teatro obtuvo el primer lugar en la final con su obra de un acto Medea en el torneo estatal de la Asociación de Actividades de Escuelas Secundarias del Estado de Missouri.

### Controversias
En octubre de 2020, después de las protestas por George Floyd, algunos jugadores de voleibol decidieron usar camisetas con la leyenda «together we rise» (o «Juntos nos levantamos» en español) para un partido de voleibol contra su rival, North Kansas City. Habían visto el lema en la «Marcha por la Unidad» de Parkville durante el verano, una protesta en solidaridad contra el racismo contra las personas de color en los Estados Unidos. La directora interina, Dra. Kerrie Herren, «irrumpió» en la cancha para ordenar a los estudiantes que se quitaran las camisetas, argumentando que los estudiantes no deberían usar camisetas que apoyaran al Ku Klux Klan en actividades deportivas.
En octubre de 2021, un grupo de jugadores de fútbol americano de primer año de Park Hill South inició y difundió una petición en Change.org para «reinicia la esclavitud» en línea a través de Snapchat. A muchos estudiantes no les gustó la respuesta de la administración, citando una falta de transparencia y respuesta. Algunos estudiantes responsables de la petición fueron suspendidos; más tarde demandaron a la escuela por violaciones a la Primera Enmienda.
Entre noviembre de 2023 y marzo de 2024, un maestro sustituto, entrenador de fútbol y exalumno de Park Hill South, Dillon Thomas, presuntamente tuvo una relación inapropiada con una estudiante por mensaje de texto.  Thomas supuestamente había solicitado reuniones fuera del campus y sexo oral. Por ello fue detenido y destituido de su cargo.

### Antiguos alumnos destacados
- Sebastian James Anderson - Músico de rock estadounidense [12]
- Chase Bromstedt - futbolista profesional
- Sophia Domínguez-Heithoff – Miss Teen USA 2017
- Tommy Hottovy – Lanzador de las Grandes Ligas de Béisbol
- Dan Lanning, entrenador principal de fútbol americano de la Universidad de Oregón
- James Williams – ala defensiva de fútbol americano universitario de los Seminoles de Florida State